# Paratrechina manni
Paratrechina manni är en myrart som beskrevs av Horace Donisthorpe 1941. Paratrechina manni ingår i släktet Paratrechina och familjen myror. Inga underarter finns listade i Catalogue of Life.